# Bitwa pod Kathio
Bitwa pod Kathio (zwana też bitwą pod Izatys) – starcie zbrojne, które miało miejsce w 1750 roku pomiędzy Indianami z grupy Dakota (Siuksów) a Odżibwejami (Czipewejami) (Annishinnabe), którzy po roku 1701, uchodząc przed białymi wzdłuż południowego brzegu Jeziora Górnego, pojawili się na wschodnich rubieżach krainy Siuksów.
Od początku XVIII w. Czipewejowie wkraczali i zakładali osady na terenie północnego Wisconsin, w rejonie Fond du Lac i doliny rzeki St. Croix, polując na terenach Dakotów, co naruszało sojusz między tymi plemionami. Okolice na zachód i południe od Fond du Lacs, rejon Red Lake, Leech Lake, Winnibigoshish Lake i Mille Lacs, stanowiły ważny teren łowiecki, obfitujący w jelenie obszar przejściowy między preriami a gęstymi lasami wokół Wielkich Jezior. Utarczki między Dakotami i Czipewejami na tym terenie ciągnęły się przez cały wiek XVIII i pierwszą połowę XIX. Po bitwie pod Kathio Dakotowie ustępowali jednak z tego terytorium, wycofując się na prerie.
Tradycyjne przekazy mówią, że w wyniku zabójstwa kilku Czipewejów w wiosce Siuksów Kathio nad jeziorem Mille Lacs na krótko przed rokiem 1750 doszło do zerwania jednego z wielu kruchych rozejmów pomiędzy obydwoma plemionami i doprowadziło do wyprawy odwetowej wojowników znad Jeziora Górnego. Czipewejowie mieli uderzyć na wioskę, wysadzając domostwa przy pomocy prochu strzelniczego i masakrując mieszkańców. Pod koniec drugiego dnia walk, niedobitki Siuksów miały uciec w kierunku Rum River.
Jedyny szczegółowy opis bitwy pochodzi z wydanej w 1885 r. History of the Ojibway Nation, której autorem był odżibwejski historyk William Whipple Warren i który opisuje m.in. bardzo nietypową dla indiańskiego stylu walki taktykę wysadzania budynków ładunkami prochowymi. Przekaz ten sugerował, że w walkach mogli wziąć udział francuscy żołnierze, wykorzystujący europejską taktykę. Warren opierał się na przekazach ustnych zawierających wiele nieścisłości, tak że powstaje pytanie, na ile opis bitwy jest wiarygodny. Niewątpliwe jest, że starcie przyspieszyło wycofywanie się Dakotów z okolic Mille Lacs i że jakikolwiek był jej przebieg, była ona momentem zwrotnym w przekształcaniu się tego ludu z Indian lasów w Indian prerii.